# پالمتو (نوادا)
پالمتو (به انگلیسی: Palmetto) یک منطقهٔ مسکونی در ایالات متحده آمریکا است که در شهرستان اسمرالدا، نوادا واقع شده‌است. پالمتو ۱٬۸۸۳٫۰۸ متر بالاتر از سطح دریا واقع شده‌است.